# The Satanist (álbum)
The Satanist es el décimo álbum de estudio de la banda polaca de blackened death metal Behemoth. El álbum fue anunciado el 31 de mayo de 2013. Fue publicado el 3 de febrero de 2014 en Europa por Nuclear Blast y el 4 de febrero de 2014 por Metal Blade Records en los Estados Unidos.

## Lista de canciones
Todas las canciones fueron compuestas por Nergal.

| N.º | Título                       | Letras                      | Duración |  |
| 1.  | «Blow Your Trumpets Gabriel» | Nergal                      | 4:25     |  |
| 2.  | «Furor Divinus»              | Nergal                      | 3:06     |  |
| 3.  | «Messe Noire»                | Nergal, Krzysztof Azarewicz | 4:04     |  |
| 4.  | «Ora Pro Nobis Lucifer»      | Nergal                      | 5:35     |  |
| 5.  | «Amen»                       | Nergal, Azarewicz           | 3:49     |  |
| 6.  | «The Satanist»               | Nergal                      | 5:33     |  |
| 7.  | «Ben Sahar»                  | Nergal                      | 5:34     |  |
| 8.  | «In the Absence ov Light»    | Nergal                      | 4:58     |  |
| 9.  | «O Father O Satan O Sun!»    | Nergal, Azarewicz           | 7:13     |  |

## Personal

### Behemoth
- Adam "Nergal" Darski – vocalista principal, guitarras
- Tomasz "Orion" Wróblewski – bajo
- Zbigniew Robert "Inferno" Promiński – batería y percusiones
- Patryk Dominik "Seth" Sztyber – guitarras

### Músicos adicionales y producción
- Krzysztof "Siegmar" Oloś (Vesania) – samples
- Michał Łapaj (Riverside) – órgano de Hammond
- Jan Galbas – voces secundarias
- Daniel Bergstrand – productor de percusiones
- Urban Näsvall – técnico de percusiones
- Matt Hyde – mezcla de audio
- Wojciech Wiesławski – ingeniero, productor
- Sławomir Wiesławski – ingeniero, productor
- Denis Forkas – diseño de portada y artwork
- Metastazis – diseño adicional
- Zbigniew Bielak – diseño adicional
- Ted Jensen – mastering
- Artur Jurek – orquestación
- Bogdan Kwiatek – trombón
- Grażyna Michalec – chelo
- Michał Mieczkowski – trombón
- Magda Miotke-Bajerska – chelo
- Pawel Hulisz – fliscorno, trompeta
- Marcin Janek – saxofón
- Alicja Leoniuk-Kit – chelo
- Krzysztof Azarewicz – letras